# 루치토
루치토(이탈리아어: Lucito)는 이탈리아 몰리세주 캄포바소도의 코무네다. 캄포바소로부터 북쪽 20km 거리에 있다.